# داستين هيون
داستين هيون (بالألمانية: Dustin Heun)‏ هو لاعب كرة قدم ألماني في مركز الهجوم، ولد في 11 أبريل 1984 في دويسبورغ في ألمانيا. لعب مع آينتراخت براونشفايغ ونادي أوردينغن 05 ونادي كايزرسلاوترن ويونيون برلين.

## وصلات خارجية
- داستين هيون على موقع قاعدة بيانات كرة القدم.إي يو (الإنجليزية)
- داستين هيون على موقع بيانات كرة القدم. دي إي (الألمانية)
- داستين هيون على موقع عالم كرة القدم.نت (الإنجليزية)